# Лісове (Криворізький район)
Лісове (колишні назви: Зінов'єв, до 2016 року — Кірове) — село в Україні, у Глеюватській сільській громаді Криворізького району Дніпропетровської області. 
Населення — 58 мешканців.
Село було внесено до переліку населених пунктів, які потрібно перейменувати згідно із законом «Про засудження комуністичного та націонал-соціалістичного (нацистського) тоталітарних режимів в Україні та заборону пропаганди їхньої символіки».

## Географія
Село Лісове знаходиться за 0,5 км від села Зелене Поле. Поруч проходить залізниця, зупинний пункт 79 км за 1,5 км.

## Населення

### Мова
Розподіл населення за рідною мовою за даними перепису 2001 року:
| Мова       | Відсоток |
| ---------- | -------- |
| українська | 89,7 %   |
| російська  | 10,3 %   |